# Khalid Mohamed
Khalid Mohamed est un journaliste, scénariste, réalisateur et critique indien.
Il a travaillé au sein du journal Hindustan Times et du magazine Filmfare. Il est le fils de indienne l'actrice Zubeida Begum (en).

## Filmographie
Réalisateur et scénariste
- Silsiilay, 2005
- Tehzeeb, 2003
- Tareekh, 2003
- Fiza, 2000

Scénariste
- Zubeidaa, 2001
- Sardari Begum, 1996
- Mammo, 1994